# Evelyn Venable
Evelyn Venable (* 18. Oktober 1913 in Cincinnati, Ohio; † 15. November 1993 in Coeur d’Alene, Idaho) war eine US-amerikanische Schauspielerin und Universitätsdozentin.

## Leben und Karriere
Evelyn Venables Großvater William Henry Venable war ein bekannter Lehrer und Schriftsteller, ihr Vater ein Gelehrter mit dem Fachgebiet William Shakespeare. Sie besuchte als Studentin das Vassar College und die University of Cincinnati. An den Universitäten wirkte sie, wie bereits zuvor an ihrer Highschool, an Theaterstücken mit. Ihr Vater stellte sie dem bekannten Schauspieler Walter Hampden vor, der eine Shakespeare-Theatergruppe leitete. Hampden nahm sie in die Gruppe auf, woraufhin Venable ihr Studium abbrach und professionelle Schauspielerin wurde. Sie erhielt in der folgenden Zeit gute Kritiken für ihre Auftritte in klassischen Stücken, unter anderem Cyrano de Bergerac (als Roxane neben Hampdens Bergerac), Hamlet, Romeo und Julia und Ein Sommernachtstraum. Während einer Vorstellung im Biltmore Theatre fiel sie einem Talentagenten der Paramount Pictures auf, woraufhin die 19-jährige wenig später einen der damals üblichen Studioverträge erhielt.
Venable drehte zwischen 1933 und 1947 insgesamt 26 Filme, in denen sie meistens im Rollenfach der jungen Liebhaberin zu sehen war. Kurz nach ihrem Filmdebüt spielte sie 1934 eine bemerkenswerte Rolle als Partnerin von Fredric Marchs personifiziertem Tod in der Komödie Die schwarze Majestät. Anschließend verkörperte sie die Mutter von Kinderstar Shirley Temple in Oberst Shirley (1935) sowie eine High-Society-Frau neben Katharine Hepburn in Alice Adams (ebenfalls 1935). Evelyn Venable äußerte 1974 in einem Interview, dass sie von ihren damaligen Rollen – ewig gleiche Darstellungen eleganter, höflicher, verliebter junger Frauen – enttäuscht war. Laut ihrer Tochter liebte sie vor allem die Arbeit an Filmen mit historischem Hintergrund. Ihre zunächst vielversprechende Hollywood-Karriere verlor rasch an Fahrt und so spielte sie ab 1936 vorwiegend in B-Movies. Eine Ausnahme war die Sprechrolle als Blaue Fee in Walt Disneys Zeichentrick-Klassiker Pinocchio aus dem Jahr 1940.
Laut einer historisch nicht gesicherten Anekdote soll Venable Modell für die „Columbia Pictures-Frau“ gestanden haben; tatsächlich ist eine äußerliche Ähnlichkeit erkennbar, doch wurde Venable nach Angaben ihrer Tochter nie direkt gebeten, Modell zu stehen. Laut einer weiteren verbreiteten Anekdote soll sie persönlich oder ihr Vater vertraglich gesichert haben, dass sie in ihren Filmen keinen Kuss erhalten durfte. In der Presse wurde sie deshalb häufiger „the kissless girl“ genannt.
In den 1940er-Jahren zog sich Venable zusehends aus dem Filmgeschäft zurück; sie hatte den Kameramann Hal Mohr geheiratet und widmete sich der Erziehung ihrer beider Töchter. Mit Mohr war sie von 1934 bis zu dessen Tod im Jahr 1974 verheiratet. In den 1950er-Jahren studierte sie Latein und Griechisch an der University of California (Los Angeles). Bereits vor ihrem Abschluss engagierte die Universität Venable als Dozentin für antike Literatur. Außerdem leitete sie dort eine Schauspielgruppe und brachte beispielsweise Antigone zur Aufführung. Insgesamt war sie über 20 Jahre bis zu ihrer Pensionierung an der University of California tätig, wobei sich ehemalige Studenten wie der Literaturwissenschaftler Bruce Thornton an eine kluge, empathische, engagierte und elegant wirkende Dozentin erinnerten. Sie starb 1993, einen Monat nach ihrem 80. Geburtstag, an einer Krebserkrankung. Ihr ist ein Stern auf dem Hollywood Walk of Fame in der Kategorie Film gewidmet.

## Filmografie
- 1933: Wiegenlied (Cradle Song)
- 1934: David Harum
- 1934: Die schwarze Majestät (Death Takes a Holiday)
- 1934: Double Door
- 1934: Mrs. Wiggs of the Cabbage Patch
- 1935: The County Chairman
- 1935: Oberst Shirley (The Little Colonel)
- 1935: Fräulein Wirbelwind (Vagabond Lady)
- 1935: Alice Adams
- 1935: Harmony Lane
- 1935: Streamline Express
- 1936: Star for a Night
- 1936: North of Nome
- 1936: Happy Go Lucky
- 1937: Racketeers in Exile
- 1938: My Old Kentucky Home
- 1938: Hollywood Stadium Mystery
- 1938: Female Fugitive
- 1938: The Headleys at Home
- 1938: The Frontiersmen
- 1939: Heritage of the Desert
- 1940: Pinocchio (Sprechrolle)
- 1940: Lucky Cisco Kid
- 1943: He Hired the Boss
- 1946: Uncivil War Birds (Kurzfilm)
- 1947: Fright Night (Kurzfilm)